# Maurice Wilkins
Maurice Wilkins (15. prosinca 1916. – 5. listopada 2004.)  britanski (rođen na Novom Zelandu) molekularni biolog, koji je najpoznatiji po sudjelovanju u otkrivanju strukture molekule DNK iz 1953.  On, Francis Crick, i James Watson zajedno su dobili 1962. Nobelovu nagradu za fiziologiju ili medicinu za svoje otkriće u vezi molekularne strukture nukleinskih kiselina i njene važnosti za prijenos podataka u živim organizmima.

## Vanjske poveznice
- Nobelova nagrada - životopis